# Принц Эдуард (театр)
«Принц Эдуа́рд» (англ. The Prince Edward Theatre) — театр в Вест-Энде, Лондон, Великобритания. Принадлежит театральной компании «Delfont Mackintosh Theatres». Назван в честь монарха Эдуарда VIII, когда тот ещё был в статусе принца.

## История
Здание театра было построено к 1930 году по проекту архитектора Эдуарда Стоуна. Дизайном интерьеров занимались Марк-Анри Леви и Гастон Лавердет. Был открыт 3 апреля 1930 года под названием «Принц Эдуард» — в честь принца Уэльского (на тот момент), будущего короля Эдуарда Восьмого. Первой постановкой стал мюзикл «Рио-Рита».
В 1935 году Стоун преобразовывает театр в танцевальный зал и кабаре под названием «Лондонское казино» (англ. London Casino). Здание было серьёзно повреждено во время воздушной атаки 10 мая 1941 года. Все соседние с ним сооружения и вовсе были уничтожены. Попытку восстановления предпринял архитектор Томас Брэддок. С 1942 года в здании находился «Многофункциональный клуб „Куинсберри“» (англ. «Queensberry All Services Club») для военнослужащих. Здесь проходили различны шоу, которые транслировались по «Би-би-си».
После окончания войны Томас Брэддок и его брат вновь переделывают здание под театр, вернув ему название «Лондонское казино». Однако в 1954 году они адаптируют его уже под кинотеатр. Соответственно, дают новое имя — «Casino Cinerama Theatre».
Спустя двадцать лет импресарио Бернард Делфонт приобретает кинотеатр за 150 тысяч фунтов стерлингов. Архитекторское бюро «RHWL Architects» переделывает здание в театр, и в 1978 году ему возвращается историческое название — «Принц Эдуард». 21 июня здесь состоялась мировая премьера мюзикла «Эвита».
В 1992—1993 гг. специалисты из «RHWL Architects» провели реновацию: косметический ремонт, некоторые обновления и расширение сцены. Театр используется для проката всемирно известных мюзиклов.

## Постановки театра
- 1930: «Рио-Рита»
- 1978: «Эвита» (мировая премьера)
- 1986: «Шахматы»
- 1989: «Что бы ни случилось»
- 1991: «Дети Эдена», «Музыка Эндрю Ллойда Уэббера», «Охота на Снарка»
- 1992: «Некоторые любят погорячее»
- 1993: «Без ума от тебя»
- 1996: «Мартен Герр»
- 1998: «Плавучий театр»; «Вестсайдская история» (возрождённая)
- 1999: «Mamma Mia!» (мировая премьера; переехала в театр «Принц Уэльский»)
- 2004: «Мэри Поппинс» (мировая премьера)
- 2008: «Парни из Джерси» (переехала в театр «Пикадилли»)
- 2014: «Мисс Сайгон» (возрождённая)
- 2016: «Аладдин» (текущая)